# Joaquín Espín y Guillén
Joaquín Espín y Guillén (Soria, 3 maggio 1812 – Madrid, 24 giugno 1881) è stato un compositore e musicista spagnolo.
Partecipò attivamente alla vita musicale del suo paese come concertista (pianista e direttore di coro), didatta (presso il conservatorio di Madrid) e compositore di opere liriche Padilla, Carlo Broschi, El encogido y el estirado. Ma è ricordato soprattutto per la sua azione a favore della rinascita musicale spagnola in senso nazionalistico.